# 纳里略斯德拉拉莫
纳里略斯德拉拉莫（西班牙語：Narrillos del Álamo），是西班牙卡斯蒂利亚-莱昂阿维拉省的一个市镇。 总面积29km2, 总人口148人（2001年），人口密度5人/km2。